# La promessa (singolo)
La promessa è il quarto singolo degli Stadio estratto dall'album Diamanti e caramelle del 2012. La versione estratta come singolo è quella cantata insieme a Noemi e pubblicata dalla EMI il 4 maggio 2012.

## Il brano
Scritto e prodotto da Gaetano Curreri e Saverio Grandi, rappresenta un inno all'amore universale. È presente nell'album Diamanti e caramelle in due versioni: quella che apre l'album è interpretata soltanto dagli Stadio, mentre quella che lo chiude è cantata con Noemi.

Si tratta di una canzone piena di speranza, entusiasta, che si identifica con Noemi; riferendosi alla cantante romana Gaetano Curreri dice: 
La promessa è la canzone che maggiormente rappresenta la sintesi del concept album Diamanti e caramelle: i sentimenti belli e duraturi come i diamanti ma anche dolci come le caramelle. Gli autori l'hanno definita come un' "illuminazione" nata da un'ispirazione "superiore" dove testo e note hanno la loro compattezza e la loro forte emozionalità.
Il brano nasce come singolo radiofonico acquistabile solo insieme all'album Diamanti e caramelle, ma visti i positivi riscontri, tanto da entrare anche nella top 10 della Nielsen Music Control, a partire dal 17 maggio 2012 viene reso disponibile singolarmente per il download.

## Il video
Il 1º giugno 2012 viene reso noto che tra fine maggio ed inizio giugno, per le vie di Milano, è stato girato il video musicale del brano. Il 13 giugno viene diffusa un'anteprima di quasi un minuto del video. Il video viene diffuso nella versione integrale di 3 min : 43 s a partire dal 19 giugno 2012; la regia è di Gaetano Morbioli. Il videoclip viene reso disponibile per il download digitale a partire dal 3 luglio 2012. Gli Stadio e Noemi non compaiono mai nel video, si sente soltanto la voce.
I protagonisti sono Angelo Donato Colombo ed una giovane attrice. Il video inizia con i due giovani innamorati che si scambiano gesti affettuosi davanti alla casa di lei. Prosegue con il ragazzo che passeggia da solo nel parco e che, una volta seduto su una panchina, vede una ragazza correre e decide di rincorrerla. Quando la raggiunge, scopre però che non è la ragazza da lui amata. Il ragazzo continua a camminare e vede un'altra donna: anche questa volta non è chi lui sperava che fosse. Il ragazzo si incammina quindi per le vie della città sempre pensando alla sua amata (in particolare ad una giornata passata assieme al parco), per la terza volta crede di vederla, questa volta seduta in un bar. Finalmente davanti al portone di casa di lei la incontra mentre stava per entrare in casa, e i due innamorati ritornano a scambiarsi baci e gesti affettuosi.

## Tracce
1. Stadio e Noemi – La promessa – 3:40 (testo: Saverio Grandi – musica: Saverio Grandi e Gaetano Curreri) – (versione singolo)
2. Stadio – La promessa – 3:40 (testo: Saverio Grandi – musica: Saverio Grandi e Gaetano Curreri) – (1° traccia di Diamanti e caramelle)

## Classifiche
| Classifica (2012) | Posizione massima |
| ----------------- | ----------------- |
| Italia            | 28                |